# 밸 에이버리
밸 에이버리(Val Avery, 1924년 7월 14일 ~ 2009년 12월 12일)는 미국의 배우이다.

## 출연 작품
- 인 더 샤도우 (2001년)
- 욕조 속의 물고기 (1999년)
- 도니 브래스코 (1997년) - 트래피컨트 역
- 웨스트 포인트의 차별 (1994년)
- 팀스터 보스 (1992년)
- 마리안나가의 여인 (1986년)
- 코브라 (1986년)
- 스팅 2 (1983년)
- 크레아 머니 (1983년) - 루이 역
- 그리니치의 건달들 (1983년)
- 징크스 (1982년)
- 컨티넨틀 디바이드 (1981년)
- 선택 (1981, Choices)
- 선택받은 사람들 (1981년)
- 샤키 머신 (1981년)
- 도전 (1980년)
- 글로리아 (1980년)
- 배회자 (1979년)
- 사랑과 총탄 (1979년)
- 아미티빌의 저주 (1979년)
- 용감한 형제 (1977년)
- 차이니즈 부키의 죽음 (1976년)
- 해리와 월터 뉴욕에 가다 (1976년)
- 럭키 레이디(영어판) (1975년)
- 흑인 시저 (1973년)
- 래핑 폴리스맨 (1973년) - Insp. 존 파파스 역
- 빠삐용 (1973년)
- 누가 그래 내가 무지개를 타지 못한다고 (1971년)
- 배니싱 포인트 (1971년)
- 도청 작전 (1971년) - 속스 패렐리 역
- 별난 인연 (1971년)
- 수사관 맥클라우드 (1970년)
- 트레벌링 엑시큐셔너 (1970년)
- 어 드림 오브 킹스 (1969년) - 팟사스 역
- 얼굴들 (1968년)
- 마피아 형제들 (1968년)
- 옴브레 (1967년)
- 네바다 스미스 (1966년)
- 위스키 전쟁 (1965년)
- 몬스터 가족 (1964년)
- 러브 위드 더 프로퍼 스트레인저 (1963년)
- 허드 (1963년)
- 헤비급을 위한 진혼곡 (1962년)
- 투 레이트 블루스 (1961년)
- 황야의 7인 (1960년)
- 추격 (1959년)
- 건 힐의 결투 (1959년)
- 열정의 무대 (1958년)
- 길고 긴 여름날 (1958년)
- 도시의 가장자리 (1957년)

### 텔레비전
- 도망자 (1963년)
- 아이언 사이드 (1967년)
- 제5전선 (1966년)
- FBI (1965년)
- 서부를 향해 달려라 (1965년)
- 영웅들 (1977년)
- 법과 질서 (1990년)
- 형사 Q (1976년)
- 명탐정 바나비 존즈 (1973년)
- 딜론 보안관 (1955년)